# Holprijp
Holprijp (Fries: Holpryp) is een weg en voormalige buurtschap in de gemeente Waadhoeke in de Nederlandse provincie Friesland. De weg loopt van Tzum naar de Lollumerweg in het oosten.
De Nieuwe encyclopedie van Fryslân duidde Holprijp in 2016 aan als een van de buurschappen van Tzum, hoewel er volgens de definitie van het Kadaster geen sprake is van een buurtschap, waarbij enige vorm van sociale integratie aanwezig moet zijn. In 2023 telde de straat een zevental adressen, waarvan een vijftal een woonfunctie hebben en een tiental bewoners.

## Geschiedenis
Holprijp is ontstaan op een aantal terpen. De naam Holprijp kwam in 1433 voor het eerst voor op een kaart, als Holprypera statha, een van de twee rechtvoerende staten in de buurtschap. Rond 1700 is er sprake van ’t slot Holpryp, of Hottinga plaets. De state was toen 84 pondemaat groot. Op een prent van Jacobus Stellingwerf uit 1723 staat de state afgebeeld als een L-vormige zaalstints met topgevels en aangebouwde vleugel. Het huis of 'slot' werd in 1731/32 afgebroken, waarbij de boerderij werd behouden.
De oude gracht van het Slot Hottinga was op de kadasterkaart van 1832 nog aangegeven. en is anno 2024 nog te herkennen door de contouren van de bomen rondom het erf. In 1900 werd een nieuwe boerderij gebouwd.
In 1852 werd op de kaart van Eeckhof een boerderij met de naam Holprijp aangeduid. De plaatsnaam verwijst naar een water met de naam Holp, het tweede deel verwijst naar een strook land.

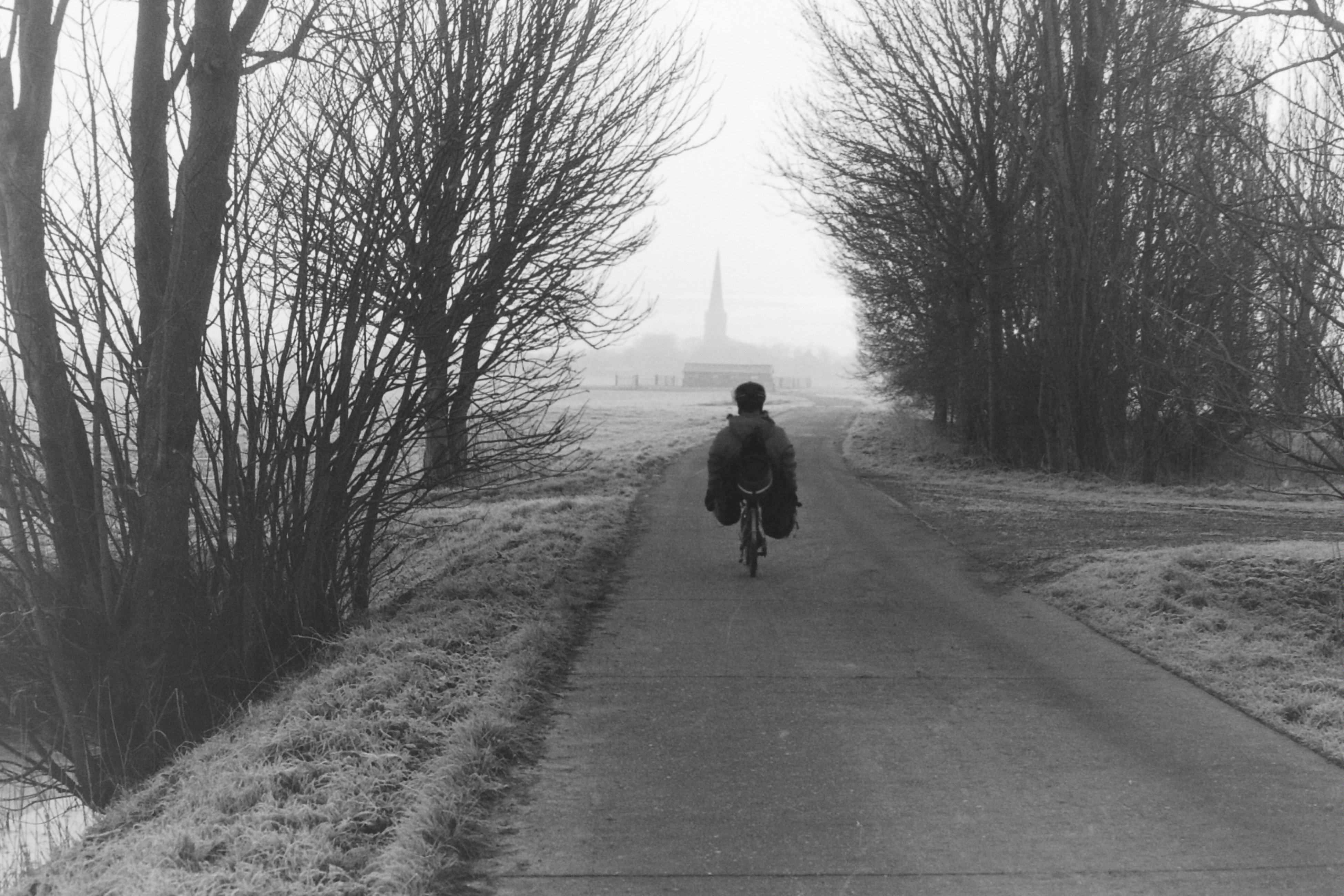
Holprijp bij zonsopkomst in februari met op de achtergrond de toren van de Johanneskerk van Tzum

Steden, dorpen en gehuchten: Achlum · Baijum · Beetgum · Beetgumermolen · Berlikum · Blessum · Boer · Boksum · Deinum · Dongjum · Dronrijp · Engelum · Firdgum · Franeker · Herbaijum · Hitzum · Klooster-Lidlum · Marssum · Menaldum · Minnertsga · Nij Altoenae · Oosterbierum · Oude Leije (klein deel) · Oudebildtzijl · Peins · Pietersbierum · Ried · Ritsumazijl · Schalsum · Schingen · Sexbierum · Sint Annaparochie · Sint Jacobiparochie · Slappeterp · Spannum · Tzum · Tzummarum · Vrouwenparochie · Welsrijp · Westhoek · Wier · Winsum · Zweins

Buurtschappen: Arkens · Bonkwerd · De Vlaren · Dijkshoek · Doijum · Fatum · Hatsum · Het Hooghout · Kie · Kiesterzijl · Kingmatille · Klooster Anjum · Koehool · Laakwerd · Lutjelollum · Miedum · Nieuwebildtzijl · Oosterend · Oosthoek · Rewerd (deels) · Roptazijl (deels) · Salverd · Schildum · Sopsum · Stad Niks · Tolsum · Tritzum · Tjeppenboer · Vrouwbuurtstermolen (deels) ·  Weakens · Westerend · Zwarte Haan

Voormalige buurtschappen:Barrum · De Kampen · De Poelen · Dijksterhuizen · Franjumerburen · Holprijp · Koum · Langwerd · Teetlum · Memerd · War 

Friesland: Steden en dorpen      Nederland: Provincies · Gemeenten